# ヤマニンアンフィル
ヤマニンアンフィル(欧字名:Yamanin Un Fil、2019年5月14日 - )は、日本の競走馬。主な勝ち鞍は、2025年の佐世保ステークス。

## 経歴

### 3歳(2022年)
2022年4月16日、阪神競馬場第1レース3歳未勝利(ダート1400m)で、鞍上に今村聖奈を迎えデビュー。単勝オッズは214.4倍の13番人気で迎え、惜しくも10着に敗れた。その後、6月19日、阪神競馬場第1レース3歳未勝利では惜しくも4着に敗れた。
7月9日、小倉競馬場第7レースの3歳未勝利で見事初勝利を収めると、続いて迎えた3歳以上1勝クラスでは、2番人気に支持されるも、惜しくも3着に敗れた。
次走の3歳以上1勝クラスでは、鞍上に新しく、団野大成を迎えるも8着。その次の3歳以上1勝クラスでは、新しい鞍上に菅原明良を迎えたが惜しくも12着に終わる。

### 4歳(2023年)
1勝クラスのまま4歳古馬を迎え、古馬初戦は鞍上を団野大成に戻し挑戦するも5着。次戦の合馬特別では、惜しくも2着に敗れた。
次の4歳以上1勝クラスでは、鞍上に新しく、西村淳也を迎え見事勝利すると、2勝クラス初戦の千種川特別では、惜しくも3着に敗れた。
次戦の知多特別では、鞍上にまた団野大成を迎え好調の2着。郡山特別では、鞍上に菅原明良を迎え、2番人気に支持されるも13着。
秋に入り、北摂特別では、鞍上が団野大成に戻るも9着。清津峡特別では、鞍上に新しく、富田暁を迎え、1番人気に支持され5着。次戦の3歳以上2勝クラスでは、鞍上に新しく、三浦皇成を迎えるも8着。

### 5歳(2024年)
5歳初戦の唐戸特別では、鞍上に新しく、鮫島克駿を迎え、3番人気に支持されるも11着。次戦の三木特別では、鞍上に新しく、角田大河を迎え、好調の5着。
次戦の4歳以上2勝クラスでは、鞍上にまた団野大成を迎えるも11着。そこからの1戦は好調の4着だった。そして1年ぶりに挑んだ知多特別で、2番人気に支持され、ついに2勝クラスで勝利を迎えた。
3勝クラス初戦の長篠特別では、鞍上に新しく、岩田望来を迎え、2番人気に支持され4着。知立ステークスでは、鞍上に新しく、亀田温心を迎え、3番人気に支持され3着の好走。

### 6歳(2025年)
淀屋橋ステークスでは、鞍上が団野大成に戻り、5番人気2着の好走を果たす。次戦の立雲峡ステークスでは、鞍上に新しく、古川吉洋を迎え5番人気10着。
次戦の佐世保ステークスでは、鞍上が団野大成に戻り、2番人気1着。
重賞初戦は連闘で迎えた北九州記念。団野大成が同馬の半弟でもあるヤマニンアルリフラに騎乗するため、亀田温心を鞍上に迎え、出遅れが響き上がり3F最速タイの34.6秒をマークしたものの4着に終わった。レース後馬主及び調教師が同じであることもありヤマニンアルリフラと共に姉弟揃って口取り式に参加した。

## 血統表
| ヤマニンアンフィルの血統      | ヤマニンアンフィルの血統                             | ヤマニンアンフィルの血統           | （血統表の出典）                   | （血統表の出典）    |
| 父系                          | サンデーサイレンス系                                 | サンデーサイレンス系               | サンデーサイレンス系               |                     |
| 父 ダイワメジャー 2001 栗毛   | 父の父*サンデーサイレンス Sunday Silence 1986 青鹿毛 | Halo                               | Hail to Reason                     | Hail to Reason      |
| 父 ダイワメジャー 2001 栗毛   | 父の父*サンデーサイレンス Sunday Silence 1986 青鹿毛 | Halo                               | Cosmah                             |                     |
| 父 ダイワメジャー 2001 栗毛   | 父の父*サンデーサイレンス Sunday Silence 1986 青鹿毛 | Wishing Well                       | Understanding                      | Understanding       |
| 父 ダイワメジャー 2001 栗毛   | 父の父*サンデーサイレンス Sunday Silence 1986 青鹿毛 | Wishing Well                       | Mountain Flower                    |                     |
| 父 ダイワメジャー 2001 栗毛   | 父の母スカーレットブーケ 1988 栗毛                   | *ノーザンテースト                  | Northern Dancer                    | Northern Dancer     |
| 父 ダイワメジャー 2001 栗毛   | 父の母スカーレットブーケ 1988 栗毛                   | *ノーザンテースト                  | Lady Victoria                      |                     |
| 父 ダイワメジャー 2001 栗毛   | 父の母スカーレットブーケ 1988 栗毛                   | *スカーレットインク                | Crimson Satan                      | Crimson Satan       |
| 父 ダイワメジャー 2001 栗毛   | 父の母スカーレットブーケ 1988 栗毛                   | *スカーレットインク                | Consentida                         |                     |
| 母 ヤマニンパピオネ 2008 芦毛 | 母の父*スウェプトオーヴァーボード 1997 芦毛          | *エンドスウィープ                  | *フォーティナイナー                | *フォーティナイナー |
| 母 ヤマニンパピオネ 2008 芦毛 | 母の父*スウェプトオーヴァーボード 1997 芦毛          | *エンドスウィープ                  | Broom Dance                        |                     |
| 母 ヤマニンパピオネ 2008 芦毛 | 母の父*スウェプトオーヴァーボード 1997 芦毛          | Sheer Ice                          | Cutlass                            | Cutlass             |
| 母 ヤマニンパピオネ 2008 芦毛 | 母の父*スウェプトオーヴァーボード 1997 芦毛          | Sheer Ice                          | Hey Dolly A.                       |                     |
| 母 ヤマニンパピオネ 2008 芦毛 | 母の母ヤマニンメルティ 1996 黒鹿毛                   | *ジェイドロバリー                  | Mr. Prospector                     | Mr. Prospector      |
| 母 ヤマニンパピオネ 2008 芦毛 | 母の母ヤマニンメルティ 1996 黒鹿毛                   | *ジェイドロバリー                  | Number                             |                     |
| 母 ヤマニンパピオネ 2008 芦毛 | 母の母ヤマニンメルティ 1996 黒鹿毛                   | *ワンオブアクライン                | Danzig                             | Danzig              |
| 母 ヤマニンパピオネ 2008 芦毛 | 母の母ヤマニンメルティ 1996 黒鹿毛                   | *ワンオブアクライン                | Barely Even                        |                     |
| 母系(F-No.)                   | ワンオブアクライン(USA)系(FN:10-d)                   | ワンオブアクライン(USA)系(FN:10-d) | ワンオブアクライン(USA)系(FN:10-d) |                     |

- 半弟に2024年プロキオンステークス、2025年東海ステークス勝ち馬のヤマニンウルス（父ジャスタウェイ）、2025年北九州記念勝ち馬のヤマニンアルリフラ（父イスラボニータ）がいる。
- 4代母Barely Evenは1972年のアッシュランドステークス（米G1）優勝馬。
- 3代母ワンオブアクラインは1988年のオークリーフステークス（米G1）優勝馬。
- その他の主な近親にスティルインラブ（牝馬三冠）、ローブデコルテ（優駿牝馬）、ヤマニンサルバム（新潟大賞典、中日新聞杯）など。